# Nyárád
Nyárád è un comune dell'Ungheria di 969 abitanti (dati 2001). È situato nella contea di Veszprém.